# Timirjazevskaja (monorailstation)
Timirjazevskaja (Russisch: Тимирязевская uitspraakⓘ) is het westelijke eindpunt van de monorail van Moskou. 

## Geschiedenis
Nadat een kantoorgebouw van metrostroi, dat op het monorail tracé stond was gesloopt, begon eind april / begin mei 2003 de bouw van het station voor de monorail aan de oostkant van station Timirjazevskaja aan de Savjolovskaja spoorlijn. Op 20 november 2014 werd de monorail geopend waarbij werd gereden als bij een toeristische attractie met twee treinen op de hele lijn en een frequentie van eens per dertig minuten. Aanvankelijk konden reizigers alleen instappen bij het oostelijke eindpunt Oelitsa Sergeja Ejzensjtejna en werd gereden tussen 10:00 uur en 16:00 uur. Op 29 november 2004 werd het ook mogelijk om in te stappen bij Timirjazevskaja, de vier tussenliggende stations waren alleen uitstaphaltes. Vanaf juli 2005 werd de bedrijfstijd verruimd tot 7:50 – 20:00 uur. Het duurde tot 10 januari 2008 voordat de monorail een volwaardig onderdeel werd van het Moskouse OV. De reizigers konden toen van 6:50 uur tot 23:00 uur de monorail gebruiken en op alle stations in- en uitstappen. Sinds 23 januari 2017 is er weer sprake van een lage frequentie tussen 7:50 en 20:00 uur.      

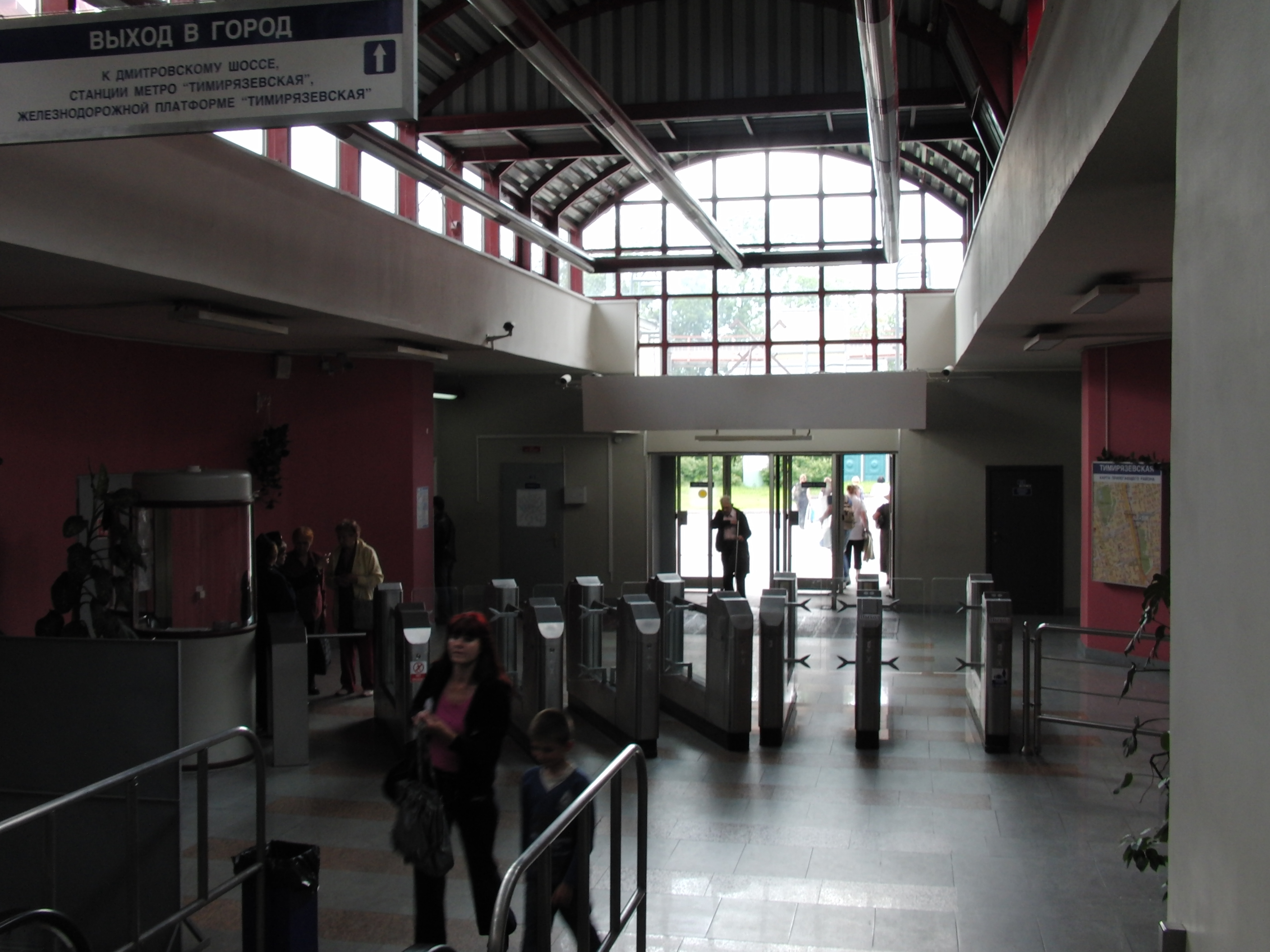
De stationshal
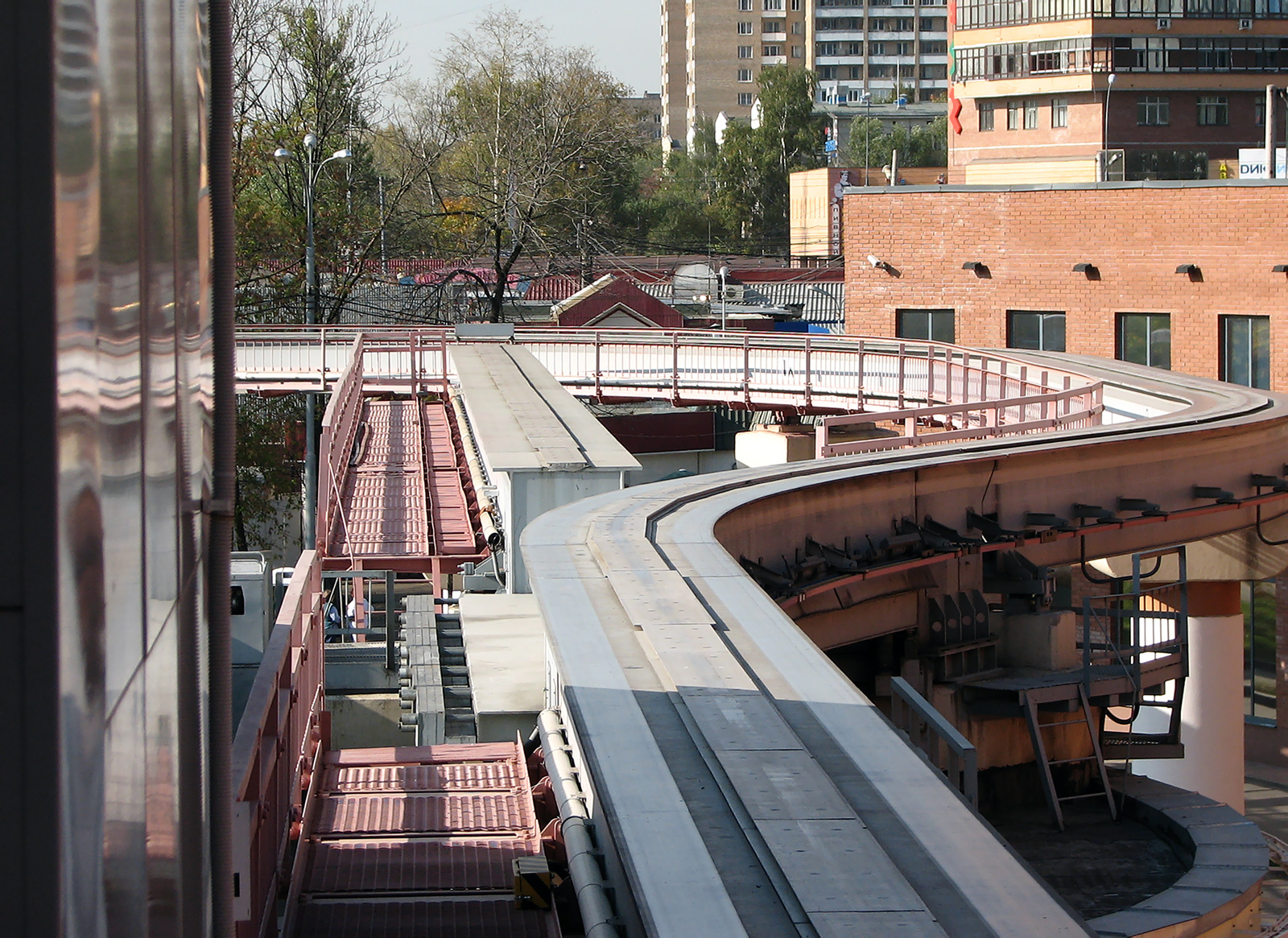
De eindlus ten westen van het perron
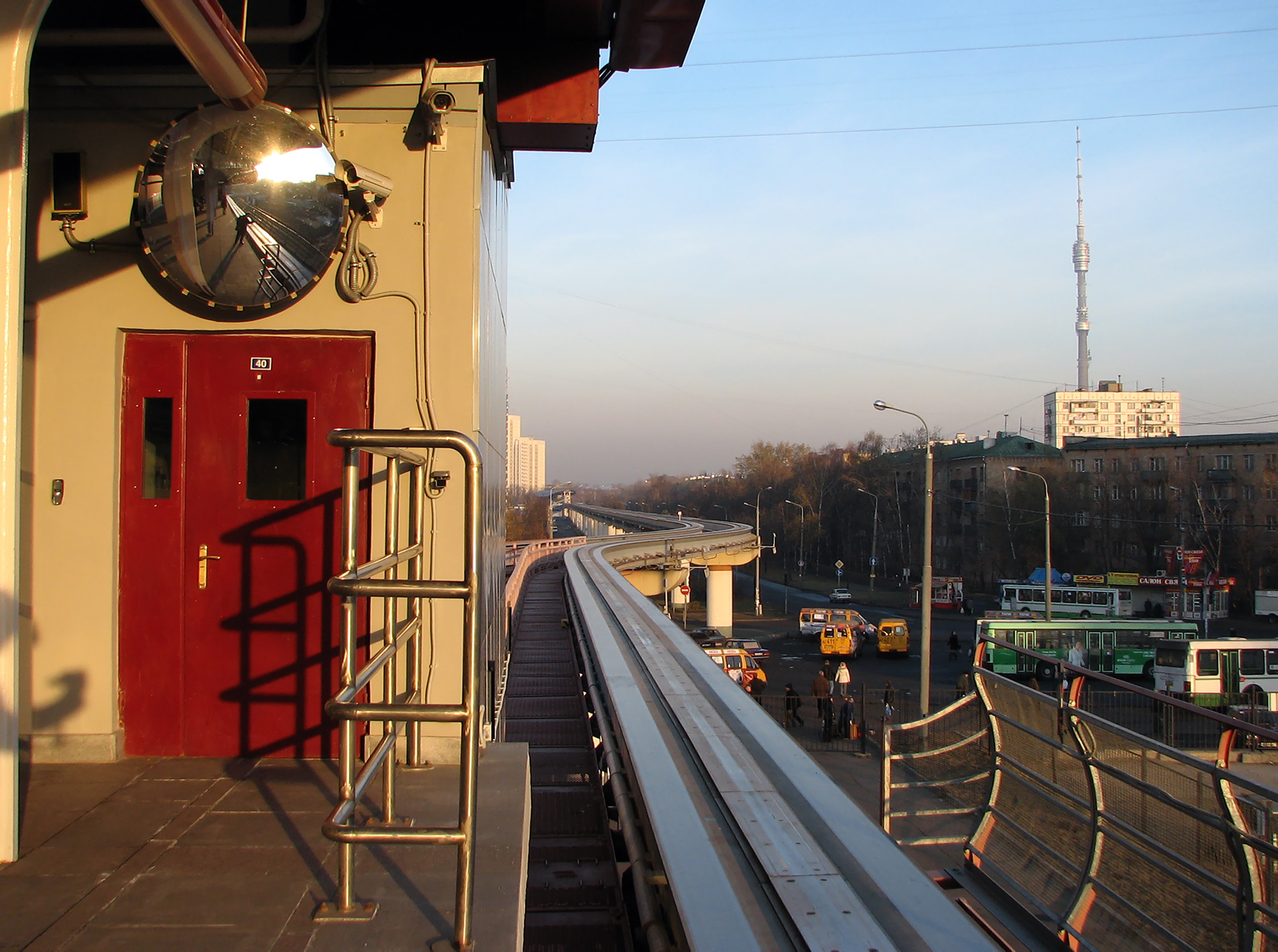
Het tracé boven de middenberm van de Oelitsa Fonvizina

## Ligging en inrichting
De stationshal ligt aan de westkant onder de eindlus, hiervandaan is het ongeveer 50 meter lopen naar de gelijknamige voorstadshalte en metrostation. De bushaltes langs de Dmitrovskoje Sjosse zijn via de voetgangerstunnel onder het spoor en de autoweg bereikbaar. Binnen heeft de stationshal twee loketten voor de kaartverkoop, een EHBO post en dienstruimtes. Voor de instappers zijn er vier poortjes, waarvan een extra breed en een voor personeel. De uitstappers kunnen via een normaal en een breed poortje weer naar buiten. De hal is met drie roltrappen verbonden met het perron terwijl de lift voor rolstoelgebruikers en de nooduitgang zich aan de oostkant van het perron te vinden zijn. Het perron zelf is 40,15 m lang en 9,55 meter breed en overdekt met een metalen dak dat rust op zes paar zuilen. Midden op het perron staat een houten bank met routebord. Langs het spoor is aan de buitenkant alleen een metalen hek langs het viaduct. Op de begane grond aan de oostkant van het perron bij de Oelitsa Fonvizina is ook het kantoor van de opzichter. Binnen de eindlus is nog een opstelspoor om een reserve treinstel te parkeren.

## Reizigersverkeer
Reizigers kunnen overstappen tussen de monorail, de metro en het stadsgewestelijk net zonder opnieuw het instaptarief te betalen. De monorail rijdt van 7:50 uur tot 20:00 uur